# Джонстаун (Небраска)
Джонстаун (англ. Johnstown) — селище (англ. village) в США, в окрузі Браун штату Небраска. Населення — 47 осіб (2020).

## Географія
Джонстаун розташований за координатами 42°34′20″ пн. ш. 100°3′23″ зх. д. / 42.57222° пн. ш. 100.05639° зх. д. (42.572103, -100.056289).  За даними Бюро перепису населення США в 2010 році селище мало площу 1,38 км², уся площа — суходіл.

## Демографія
Згідно з переписом 2010 року, у селищі мешкали 64 особи в 29 домогосподарствах у складі 20 родин. Густота населення становила 46 осіб/км².  Було 38 помешкань (28/км²).
Расовий склад населення:
| - 96,9 % — білих - 1,6 % — азіатів |

До двох чи більше рас належало 1,6 %. Частка іспаномовних становила 0,0 % від усіх жителів.
За віковим діапазоном населення розподілялося таким чином: 20,3 % — особи молодші 18 років, 65,6 % — особи у віці 18—64 років, 14,1 % — особи у віці 65 років та старші. Медіана віку мешканця становила 45,5 року. На 100 осіб жіночої статі у селищі припадало 137,0 чоловіків;  на 100 жінок у віці від 18 років та старших — 121,7 чоловіків також старших 18 років.
Середній дохід на одне домашнє господарство  становив 32 785 доларів США (медіана — 33 125), а середній дохід на одну сім'ю — 46 384 долари (медіана — 43 125). За межею бідності перебувало 13,2 % осіб, у тому числі 0,0 % дітей у віці до 18 років та 7,7 % осіб у віці 65 років та старших.
Цивільне працевлаштоване населення становило 35 осіб. Основні галузі зайнятості: освіта, охорона здоров'я та соціальна допомога — 25,7 %, сільське господарство, лісництво, риболовля — 20,0 %, транспорт — 14,3 %, мистецтво, розваги та відпочинок — 14,3 %.